# William Jordan (aviron)
Pour les articles homonymes, voir Jordan et William Jordan (homonymie).
William Jordan, né le 25 juin 1898 à Cleveland et mort le 13 juillet 1968 à Springfield (Ohio),  est un rameur d'aviron américain.

## Palmarès

### Jeux olympiques
- Anvers 1920
  -  Médaille d'or en huit[1].